# Assedio di Gibilterra (1466-1467)
L'assedio di Gibilterra del 1466 e del 1467, anche noto come nono assedio di Gibilterra, fu un assedio durato quindici mesi e mosso alla città di Gibilterra. L'attacco fu condotto da Juan Alonso de Guzmán, duca di Medina Sidonia, e si concluse con la presa della città, allora appartenente alla corona di Castiglia. A differenza di altri assedi di Gibilterra, che videro scontrarsi potenze diverse, in questo caso si trattò di una lotta puramente interna tra fazioni castigliane rivali.

## Contesto storico
Nel 1462, Alonso de Arcos, alcaide (governatore militare) di Tarifa, Rodrigo Ponce de León, figlio ed erede dei conti d'Arcos, e Juan Alonso de Guzmán, duca di Medina Sidonia, attaccarono e ottennero il controllo della città di Gibilterra nell'ambito dell'ottavo assedio di Gibilterra. Quest'ultimo insediamento passò da allora in mano al Sultanato di Granada e, a seguito di questa conquista, Gibilterra non rimase mai più in mano ai musulmani. Arrivate nella penisola, le forze di Alonso tentarono di assaltare la città, ma i granadini di stanza nella roccaforte riuscirono a trattenere le sue truppe. Mentre stava decidendo quale approccio adottare, Alonso ricevette un messaggio dalla guarnigione in cui si chiedeva che i soldati potessero evacuare pacificamente la guarnigione con i loro beni, arrendendosi.
Mentre Alonso evitava consapevolmente di rispondere alla richiesta presentatagli, arrivò Rodrigo Ponce de León, figlio del secondo conte d'Arcos e superiore di Alonso. Rodrigo fece lo stesso per aspettare l'arrivo di Juan Alonso de Guzmán, anche se pensò di far controllare alle sue truppe le porte della città nel frattempo. Al momento dello sbarco, Juan si arrabbiò con Rodrigo, poiché voleva essere lui ad avere l'onore di rivendicare Gibilterra. Rodrigo aveva lo stesso desiderio e, dopo aver discusso a lungo, entrambi decisero di piantare tutte e due le loro bandiere nello stesso momento, considerata l'aspra rivalità tra le case di Arcos e Medina Sidonia, due delle famiglie nobili più potenti dell'Andalusia all'epoca. Enrico IV di Castiglia accettò tale rivendicazione, autoproclamandosi «re di Gibilterra» e assegnando il controllo della città a Juan Alonso.
Alcuni anni dopo, Beltrán de la Cueva, essendo ben visto da Enrico IV, ricevette l'incarico di governatore di Gibilterra. Poco dopo esplose la guerra di successione castigliana tra Enrico IV e suo fratello Alfonso, con Beltrán che appoggiò Enrico. Juan Alonso si rivolse ad Alfonso per ottenere un accordo in base al quale, se si fosse schierato con Alfonso contro il re, gli sarebbe stata concessa la «signoria di Gibilterra, sia della città che della fortezza». L'accordo venne accettato e fu per questo motivo che Juan Alonso cercò di reclamare Gibilterra nell'aprile del 1466, inaugurando il nono assedio della città.

## La battaglia
L'assedio iniziò, cogliendo di sorpresa di Esteban de Villacreces, luogotenente di De la Cueva ed effettivo difensore della guarnigione di Gibilterra, con un assalto frontale a metà giornata. Esteban inviò delle lettere sia a Beltrán che a Enrico IV con cui chiedeva aiuto per sostenere i soldati arrivi a Gibilterra, ma questi non poterono dirottare truppe o rifornimenti verso la città. Esteban iniziò invece a raccogliere cibo, armi e soldati dalla popolazione di Gibilterra per resistere all'assalto di Juan Alonso. A quel punto, però, quest'ultimo aveva già fatto breccia nelle mura della città ed Esteban fu costretto a ritirarsi con le sue truppe nella guarnigione pesantemente fortificata, assegnando a Juan Alonso il controllo dell'intera città.
Sebbene Esteban disponesse di provviste sufficienti per un certo periodo di tempo e di armi sufficienti per resistere agli assalti diretti, confidava anche nell'invio di uomini da parte di Beltrán o di Enrico IV per poter riconquistare la città di Gibilterra. Juan Alonso, tuttavia, utilizzò le sue truppe e i suoi armamenti per attaccare continuamente la guarnigione, con il risultato che l'assedio si trascinò per sedici mesi. Durante i combattimenti, Juan Alonso si procurò altre truppe e armi e ne mise a capo il figlio, Enrique de Guzmán, per continuare le operazioni belliche. La nuova scorta di munizioni comprendeva diversi cannoni che furono utilizzati da Enrique per fare breccia in diverse mura della fortificazione. I soldati di Esteban tentarono di coprire le cicatrici causate dalle armi di fuoco per un certo periodo, ma un assalto di maggior vigore costrinse Esteban e i suoi uomini a ritirarsi nella camera più interna del castello moresco. Quest'area fu tenuta per altri cinque mesi, anche se le vettovaglie di Esteban si esaurirono e gli uomini divetterò cibarsi delle poche piante commestibili che crescevano sulle pareti interne e del cuoio dei loro indumenti. Tuttavia, dopo che alcuni dei suoi uomini disertarono dalla parte di Enrique, Esteban si arrese nel giugno del 1467 e la guarnigione non poté fare altro che sottomettersi.